# Sebastianskapelle (Wallbach)

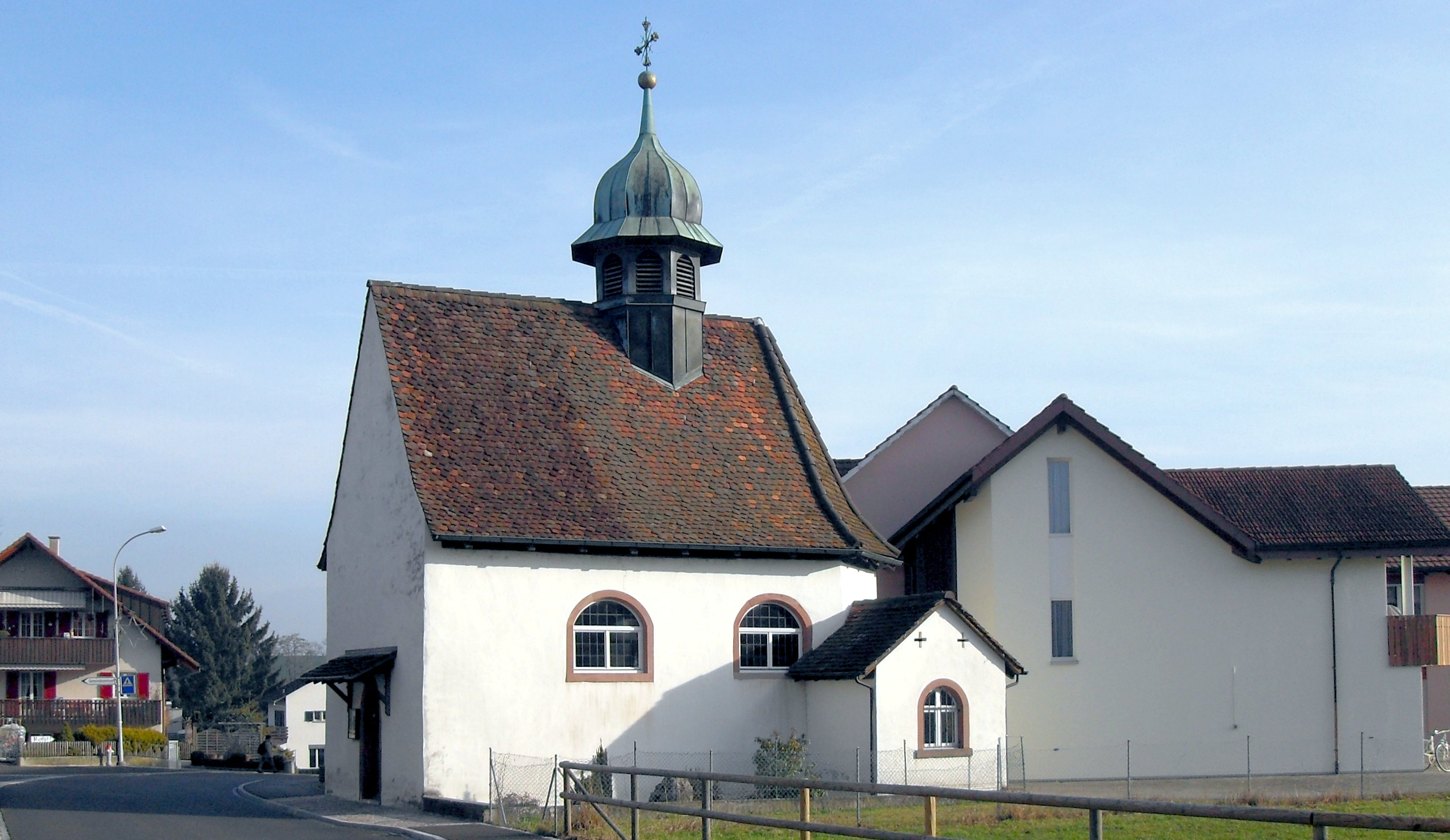
Sebastianskapelle

Die Sebastianskapelle ist ein christkatholisches Kirchengebäude in Wallbach im Kanton Aargau. Die 1698 errichtete barocke römisch-katholische Kapelle ging zweihundert Jahre später an die Christkatholiken über.
Wallbach ist seit jeher Teil der Pfarrei Mumpf. Mit Erlaubnis des Bischofs von Basel gründete die Gemeinde eine Kapellenstiftung. Die Kapelle wurde 1698 in Fronarbeit errichtet und sieben Jahre später geweiht. Als Folge des Kulturkampfes entstand 1872 eine christkatholische Kirchgemeinde. Diese vereinigte sich 1898 mit jener von Obermumpf und erhielt die Sebastianskapelle zugesprochen. Die Römisch-Katholiken hatten 1892 eine eigene Kirche errichtet. 1880/81 fand eine Gesamtsanierung statt. 1982 folgte eine Innenrenovierung mit Einbau einer Orgel, 1988 eine Aussenrestaurierung.
Die Kapelle ist südwärts gerichtet und steht am südwestlichen Rand des Dorfkerns. Das kurze Gebäude besitzt ein Satteldach, auf dem ein mit Blech verkleideter Dachreiter mit Zwiebelhelm emporragt. Ein kleines Pultdach schützt das aus Buntsandstein bestehende Rundportal mit Türblatt im Biedermeier-Stil. Eine Sakristei fügt sich an die westliche Schrägwand an. Im ungegliederten, nüchternen Innenraum steht eine Säulenretabel aus der Zeit um 1720/30, die der Werkstatt von Johann Isaak Freitag zugeschrieben wird. Auf dem Hauptblatt sind die Kapellenheiligen Sebastian und Rochus vor der Muttergottes; Rochus zeigt dabei auf eine Darstellung von Wallbach (eine der ältesten überhaupt).